# Nichts ist neu
Nichts ist neu ist das vierte Studioalbum der deutschen Post-Punk-Band Love A. Es erschien am 12. Mai 2017 über das Independent-Label Rookie Records. Für die Band markiert es die erste Chartplatzierung. Es erreichte Platz 36 der deutschen Albumcharts.

## Entstehungsgeschichte
Love A spielten das Album im MOS Studio, Bitburg, und im Bobo Club Studio in Trier ein. Die Produktion übernahm zusammen mit der Band Robert Whiteley, der eigentlich zusammen mit Daniel Woodward das Whitewood Studio in Liverpool besitzt, wo auch der Mix entstand. Das Mastering übernahm Robin Schmidt. Das Artwork stammt von Gitarrist Stefan Weyer. Wie bereits beim Vorgängeralbum Jagd und Hund (2015) entstand zunächst die Musik, die von der Band aufgenommen wurde. Anschließend schrieb Jörkk Mechenbier die Texte. Die große räumliche Distanz zwischen den Bandmitgliedern, die in Hamburg, Trier und Köln wohnen, machte diese Methode unabdingbar.

## Veröffentlichung
Das Album wurde am 12. Mai 2017 als CD, LP und als Download veröffentlicht. Wie schon bei den drei Vorgängeralben erschien das Album über Rookie Records. Eine limitierte LP-Version erschien über Finest Vinyl und enthielt die 7"-Single Too Doof to Love Yourself, die aus den beiden Coverversionen Too Doof too Fuck, im Original von Pascow, und Love Yourself, im Original von Justin Bieber, besteht.

## Titelliste
1. Nichts ist leicht – 3:57
2. Nachbarn II – 4:41
3. War klar – 2:45
4. Die Anderen – 3:34
5. Unkraut – 3:47
6. Treeps – 2:42
7. Sonderling – 3:02
8. Löwenzahn – 3:27
9. Kanten – 3:16
10. Monaco – 3:30
11. Weder noch – 3:22
12. Verlieren – 3:19

Single Too Doof To Love Yourself
1. Too Doof too Fuck
2. Love Yourself

## Videoauskopplungen
Das erste Musikvideo zum Quasititeltrack Nichts ist leicht erschien am 9. Februar 2017 über den YouTube-Kanal von Love A. Es wurde von Michael Winkler gedreht und zeigt einen 13-jährigen Jungen beim Mushing im Schnee. Am 28. April 2017 erschien mit Die Anderen das zweite Video zum Album. Hauptdarsteller ist Claus Luer, der Sänger von Chefdenker und ehemals Knochenfabrik. Es zeigt diesem in 1980er-Jahre-Optik beim Tanzen in einer Disco.

## Musikstil
Musikalisch stellt das Album eine konsequente Weiterentwicklung des bandeigenen Postpunk-Sounds dar. Trotz des repetitiven Titels wurden die New-Wave-Elemente deutlich erhöht, auch die Produktion ist ausgereifter geworden. Der Gesang ist „sperrig und druckvoll, immer kurz vorm Kippen in den Schrei.“ Die Texte sind, ebenfalls wie bei den Vorgängeralben verklausuliert und vielfach deutungsoffen. Mechenbier versucht sie allerdings emotional zu unterfüttern, wobei sie eher aus einer Art brut, als innerhalb eines Songwriting-Prozesses entstehen. Sie bewegen sich zwischen Politischem, wie bei Löwenzahn, der sich mit dem Brexit beschäftigt, oder Weder noch, das von Vorurteilen gegenüber Fremden handelt, und Persönlichem. Auch sind Texte wie Sonderling stark szenebezogen und beschreibt verschiedene Szenetypen aus der alternativ-linken Szene.

## Rezeption

### Charts
Für Love A markiert die Veröffentlichung den ersten Charterfolg in ihrer Bandgeschichte. Das Album erreichte am 19. Mai 2017 Platz 36 der deutschen Albencharts, verblieb jedoch nur eine Woche in den Charts.

### Rezeption
Das Album wurde in den verschiedenen Medien sehr wohlwollend besprochen. Im Ox-Fanzine gehörte es zu den besten acht Platten der Ausgabe und wurde von Joachim Hiller mit 9 von 10 Punkten bedacht. Er beschrieb den musikalischen Reifungsprozess folgendermaßen:

„LOVE A haben einen extrem zwingenden, eigenen Sound entwickelt, mittlerweile mit einer schweren, drängenden, druckvollen Post-Punk-Kante. Das ist so Achtziger, wie das die EDITORS in ihren besten Zeiten waren (minus Keyboard), mit diesem hohen, sirrenden Gitarrensound, darunter ein wummernder Bass und ein echt guter, sehr variabler Schlagzeuger.“

Arno Frank vom Musikexpress vergab fünf von sechs Punkten und schrieb:

„Jede Generation hat für diesen speziellen Moment zwischen Verzweiflung und Hoffnung ihren eigenen Soundtrack – von Turbostaat oder Tocotronic im leiernden Kassettendeck eines alten Renault 4 bis – heute halt – den großen Youtube-Videos von Love A aus Trier, Rheinland-Pfalz, für sich schon Chiffre einer Provinz, die zugunsten von Hamburg oder Berlin überwunden werden muss, damit ihr hinterhergetrauert werden kann ein Leben lang. (…) Auch auf NICHTS IST NEU verschafft sich das Primat der Texte Geltung (…) Groß (…) auch die Musik, wie die Haltung dahinter und dieser ewige Moment vor dem Anfang vom Ende.“

Sven Kabelitz von Laut.de vergab vier von fünf Sternen.